# Chrome SpecForce
Chrome SpecForce ist ein Computerspiel des Ego-Shooter-Genres des polnischen Entwicklers Techland und wurde 2005 von Koch Media veröffentlicht. Das Spiel basiert auf dem Vorläufer Chrome, ist jedoch kein Nachfolger, sondern erzählt eine Vorgeschichte zum Helden Bolt Logan. Ursprünglich war SpecForce als Add-on geplant, wurde aber dann als eigenständiges Spiel herausgebracht.

## Handlung
Die Handlung von SpecForce spielt einige Jahre vor Chrome. Sie stellt nicht das in Chrome gespielte Lebenswerk Bolt Logans dar, sondern ein Abenteuer aus seiner Zeit als SpecForce-Agent. Als dieser wird er von Colonel Northwood ausgewählt, Mitglied eines geheimen Sondereinsatzkommandos zu sein. Der Auftrag des Kommandos ist es, einen Stützpunkt des Großkonzerns LoreGen zu untersuchen, in dem angeblich synthetische Aufputschdrogen produziert werden. Nach einem kurzen Auffrischungskurs im Hauptquartier brechen Logan, sein Freund Robert „Pointer“ Herz, Northwood und einige andere SpecForce-Mitglieder zum Planeten Estrella auf. Dort begeben sich Pointer und Logan auf den Planeten, um die Produktionsstätte der Drogen zu vernichten. Die beiden erobern einen Vorposten, Logan dringt in die Fabrik ein, platziert die Sprengsätze und die beiden verschwinden wieder. Das ist der Plan und alles klappt hervorragend – bis auf das Verschwinden. Auf dem Rückweg zum Landungsschiff erfahren sie, dass Colonel Northwood von LoreGen-Raumjägern angegriffen wird. Das Mutterschiff wird vernichtet und die beiden Agenten wollen schnell mit ihrem Shuttle fliehen, doch das wird kurz vor dem Abflug in die Luft gesprengt und die beiden sitzen jetzt ohne Verbindung zur Außenwelt auf dem Planeten fest.
Um nun wieder an ein Raumschiff zu kommen, begeben sie sich zu einem von LoreGens Außenposten, auf dessen Dach ein solches steht. Nachdem sie eingedrungen sind, kontaktiert sie ein Mitglied einer Rebellenorganisation und flieht mit den beiden Agenten auf einem schwebenden Motorrädern zu einem kleinen Posten der Rebellen im Wald. Die können Unterstützung gut gebrauchen und nehmen die Soldaten mit in ihr Lager. Dort erfahren sie, dass in der Region jemand mit absoluter Macht herrscht, General Stanton. Er ist nur der LoreGen-Führung untergeordnet und ihm sind alle Mittel Recht, um seine Ziele zu erreichen. Ihn gilt es aufzuhalten und dann vom Planeten zu verschwinden. Mitten im Gespräch werden sie von einer Vielzahl von Rebellen angegriffen, die jedoch zurückgeschlagen werden. Man schickt sie zu einer Kommunikationseinrichtung unweit ihrer Position, um dort gespeicherte Daten zu zerstören, bevor sie den Feinden in die Hände fallen können. Nachdem sie den Sprengstoff gelegt haben, fahren sie zu einem wartenden Senkrechtstarter und werden zur nächsten Mission geflogen.

## Spielprinzip
Missionen verlangen in SpecForce nicht mehr so hohe taktische Fähigkeiten wie in Chrome. Sie verlaufen jetzt viel linearer, obwohl die Level immer noch genauso riesig wie im Vorgänger sind. Aber meistens gibt es nur einen Weg, den der Spieler nehmen kann, oder er wird von jemandem geführt und darf sich nicht zu weit vom Trupp entfernen. Der Spieler muss sich nicht mehr anpirschen und lautlos töten, da es kaum noch Beobachtungstürme und auch keine Schleichmissionen mehr gibt. Auch muss man am Anfang auch nicht mehr die richtige Ausrüstung für die richtige Mission wählen. Man bekommt sie jetzt vorgegeben oder muss die der letzten Episode weiter benutzen. Erzählt wird in SpecForce nur noch in kurzen Textbriefings, Zwischensequenzen fehlen fast völlig. Es gibt in SpecForce wieder das Minispiel „Hacken“, vergleichbar mit Memory.
Wieder stehen dem Spieler Fahrzeuge zur Verfügung, die auch stärker ins Spielgeschehen eingebunden wurden. So muss man auf Speedern fliehen, um ein Raumschiff abzuhängen und darf dabei die ebenfalls fliehenden Freunde nicht aus den Augen verlieren; oder man muss zu zweit in Läufern – unterstützt durch zahlreiche Fußsoldaten – ein schwer bewachtes Gelände einnehmen. Bossgegner gibt es in SpecForce nur einen, dessen Bekämpfung sich durch zwei Episoden hindurchzieht. Das Spiel besteht aus elf Missionen. Im Spiel existieren drei verschiedene Schwierigkeitsgrade.
Da die Implantate ein wichtiger Bestandteil von Chrome waren, wurde ein ähnliches System auch in SpecForce eingebaut. Der Poweranzug ersetzt die Implantate und besitzt vier Funktionen. Der Anzug ermöglicht beispielsweise eine Tarnung und wird mit einer aufladbaren Batterie betrieben.

## Technik
Grafisch gibt es im Vergleich zum Vorgänger kaum Neuerungen. Das Spiel nutzt die Spielengine des ersten Teils, die immer noch große Gebiete ohne nachzuladen darstellt. Chrome SpecForce spielt auf einem einzigen Planeten, der fast nur aus Wäldern besteht. Daher herrschen hier vor allem die Farben Grün und Braun vor. Wüstenlandschaften wie im Vorgänger gibt es nicht mehr.
Anders als im ersten Teil kann die Spielfigur von Klippen stürzen und Wasser betreten, jedoch nicht schwimmen. Die Physik-Engine stellt beispielsweise getötete Gegner, die von einer Klippe stürzen, dar. In der amerikanischen Version bewegen sich Leichen bei Beschuss und Blut wird dargestellt. Das Spiel benutzt häufig Skripte, um die Handlungen der Computergegner zu zeigen. Im Spiel existiert nur noch eine einzige in der Engine erzählte Zwischensequenz.
SpecForce nutzt als Kopierschutz StarForce und einen CD-Key. Die Musik stammt von Pawel Blaszczak. Thorsten Münchow („Chrome“, „Gorky Zero“) synchronisierte die Stimme des Helden.
Der Map-Editor ChromEd wird in SpecForce ohne Tutorial geliefert. Das Tutorial ist nur bei Chrome enthalten (332 Seiten).